# Celinski pokal v smučarskih skokih 2014/15
Celinski pokal v smučarskih skokih 2014/15 je bila 24ta sezona celinskega pokala v smučarskih skokih za moške in 10ta za ženske.

## Moški

### Poletje
| Sezona | Datum              | Kraj                   | Skakalnica              | Velik. | Zmagovalec       | Drugi               | Tretji              | Rumena majica | Ref.   |
| ------ | ------------------ | ---------------------- | ----------------------- | ------ | ---------------- | ------------------- | ------------------- | ------------- | ------ |
| 1      | 5. julij 2014      | Kranj                  | Bauhenk HS109           | SR     | Peter Prevc      | Cene Prevc          | Andraž Pograjc      | Peter Prevc   | [ 1 ]  |
| 2      | 6. julij 2014      | Kranj                  | Bauhenk HS109           | SR     | Peter Prevc      | Cene Prevc          | Miran Zupančič      | Peter Prevc   | [ 2 ]  |
| 3      | 1. avgust 2014     | Wisła                  | Malinka HS134           | VE     | Cene Prevc       | Piotr Żyła          | Miran Zupančič      | Cene Prevc    | [ 3 ]  |
| 4      | 2. avgust 2014     | Wisła                  | Malinka HS134           | VE     | Piotr Żyła       | Mitja Mežnar        | Jan Ziobro          | Cene Prevc    | [ 4 ]  |
| 5      | 16. avgust 2014    | Kuopio                 | Puijo HS127             | VE     | Cene Prevc       | Miran Zupančič      | Stephan Leyhe       | Cene Prevc    | [ 5 ]  |
| 6      | 17. avgust 2014    | Kuopio                 | Puijo HS127             | VE     | Cene Prevc       | Miran Zupančič      | Olli Muotka         | Cene Prevc    | [ 6 ]  |
| 7      | 29 avgust 2014     | Frenštát pod Radhoštěm | Areal Horečky HS106     | SR     | Markus Schiffner | Danny Queck         | Jure Šinkovec       | Cene Prevc    | [ 7 ]  |
| 8      | 30. avgust 2014    | Frenštát pod Radhoštěm | Areal Horečky HS106     | SR     | Jure Šinkovec    | Jakub Janda         | Pius Paschke        | Cene Prevc    | [ 8 ]  |
| 9      | 13. september 2014 | Klingenthal            | Vogtland Arena HS140    | VE     | Anže Lanišek     | Peter Prevc         | Markus Eisenbichler | Cene Prevc    | [ 9 ]  |
| 10     | 14. september 2014 | Klingenthal            | Vogtland Arena HS140    | VE     | Jakub Wolny      | Peter Prevc         | Wolfgang Loitzl     | Cene Prevc    | [ 10 ] |
| 11     | 20. september 2014 | Stams                  | Brunnentalschanze HS115 | SR     | Jakub Wolny      | Michael Neumayer    | Miran Zupančič      | Cene Prevc    | [ 11 ] |
| 12     | 21. september 2014 | Stams                  | Brunnentalschanze HS115 | SR     | Jakub Wolny      | Anže Lanišek        | Pius Paschke        | Jakub Wolny   | [ 12 ] |
| 13     | 27. september 2014 | Trondheim              | Granåsen HS140          | VE     | Anže Lanišek     | Michael Neumayer    | Kenneth Gangnes     | Jakub Wolny   | [ 13 ] |
| 14     | 28. september 2014 | Trondheim              | Granåsen HS140          | VE     | Karl Geiger      | Markus Eisenbichler | Antonín Hájek       | Jakub Wolny   | [ 14 ] |

### Zima
| Sezona            | Datum                  | Kraj                       | Skakalnica                       | Velik. | Zmagovalec                    | Drugi                         | Tretji                        | Rumena majica                 | Ref.                          |
| ----------------- | ---------------------- | -------------------------- | -------------------------------- | ------ | ----------------------------- | ----------------------------- | ----------------------------- | ----------------------------- | ----------------------------- |
| 1                 | 12. december 2014      | Rena                       | Renabakkene HS139                | VE     | Stephan Leyhe                 | Johann André Forfang          | Killian Peier                 | Stephan Leyhe                 |                               |
|                   | 13. december 2014      | Rena                       | Renabakkene HS139                | VE     | premočan veter                | premočan veter                | premočan veter                | premočan veter                | premočan veter                |
| 2                 | 13. december 2014      | Rena                       | Renabakkene HS139                | VE     | Manuel Fettner                | Johann André Forfang          | Manuel Poppinger              | Johann André Forfang          |                               |
| 3                 | 14. december 2014      | Rena                       | Renabakkene HS139                | VE     | Johann André Forfang          | Anže Semenič                  | Stephan Leyhe Phillip Sjøen   | Johann André Forfang          |                               |
|                   | 20. december 2014      | Garmisch-Partenkirchen     | Große Olympiaschanze HS140       | VE     | pretoplo in pomanjkanje snega | pretoplo in pomanjkanje snega | pretoplo in pomanjkanje snega | pretoplo in pomanjkanje snega | pretoplo in pomanjkanje snega |
| 21. december 2014 | Garmisch-Partenkirchen | Große Olympiaschanze HS140 | VE                               |        | pretoplo in pomanjkanje snega | pretoplo in pomanjkanje snega | pretoplo in pomanjkanje snega | pretoplo in pomanjkanje snega | pretoplo in pomanjkanje snega |
| 4                 | 27. december 2014      | Engelberg                  | Gross-Titlis-Schanze HS137       | VE     | Rok Justin                    | Bartłomiej Kłusek             | Tom Hilde                     | Johann André Forfang          |                               |
| 5                 | 28. december 2014      | Engelberg                  | Gross-Titlis-Schanze HS137       | VE     | Tom Hilde                     | Miran Zupančič                | Rok Justin                    | Johann André Forfang          |                               |
| 6                 | 10. januar 2015        | Wisła                      | Malinka HS134                    | VE     | Jan Ziobro                    | Klemens Murańka               | Andreas Wank                  | Johann André Forfang          |                               |
| 7                 | 11. januar 2015        | Wisła                      | Malinka HS134                    | VE     | Maciej Kot                    | Klemens Murańka               | Dawid Kubacki                 | Johann André Forfang          |                               |
| 8                 | 16. januar 2015        | Saporo                     | Miyanomori HS100                 | SR     | Miran Zupančič                | Kenneth Gangnes               | Clemens Aigner                | Miran Zupančič                |                               |
| 9                 | 17. januar 2015        | Saporo                     | Okurayama HS134                  | VE     | Phillip Sjøen                 | William Rhoads                | Kenneth Gangnes               | Kenneth Gangnes               |                               |
| 10                | 18. januar 2015        | Saporo                     | Okurayama HS134                  | VE     | Manuel Poppinger              | Anže Semenič Tomaž Naglič     |                               | Kenneth Gangnes               |                               |
| 11                | 24. januar 2015        | Planica                    | Bloudkova velikanka HS139        | VE     | Anže Lanišek                  | Tomaž Naglič                  | Joacim Ødegård Bjøreng        | Anže Semenič                  |                               |
| 12                | 25. januar 2015        | Planica                    | Bloudkova velikanka HS139        | VE     | Klemens Murańka               | Jaka Hvala                    | Andraž Pograjc                | Miran Zupančič                |                               |
| 13                | 31. januar 2015        | Zakopane                   | Wielka Krokiew HS134             | SR     | Dawid Kubacki                 | Daniel Wenig                  | Ulrich Wohlgenannt            | Miran Zupančič                |                               |
| 14                | 1. februar 2015        | Zakopane                   | Wielka Krokiew HS134             | SR     | Atle Pedersen Rønsen          | Ulrich Wohlgenannt            | Dawid Kubacki                 | Miran Zupančič                |                               |
| 15                | 7. februar 2015        | Brotterode                 | Inselbergschanze HS117           | VE     | Krzysztof Biegun              | Robert Johansson              | Joachim Hauer]                | Miran Zupančič                |                               |
|                   | 8. februar 2015        | Brotterode                 | Inselbergschanze HS117           | VE     | premočan veter                | premočan veter                | premočan veter                | premočan veter                | premočan veter                |
| 16                | 14. februar 2015       | Lahti                      | Salpausselkä HS130               | VE     | Halvor Egner Granerud         | Anže Lanišek                  | Janne Ahonen                  | Miran Zupančič                |                               |
| 17                | 15. februar 2015       | Lahti                      | Salpausselkä HS130               | VE     | Anže Lanišek                  | Maciej Kot                    | Karl Geiger                   | Miran Zupančič                |                               |
|                   | 20. februar 2015       | Iron Mountain              | Pine Mountain Ski Jump HS133     | VE     | močno sneženje                | močno sneženje                | močno sneženje                | močno sneženje                | močno sneženje                |
| 18                | 20. februar 2015       | Iron Mountain              | Pine Mountain Ski Jump HS133     | VE     | Anže Semenič                  | Maciej Kot                    | Ulrich Wohlgenannt            | Anže Semenič                  |                               |
| 19                | 21. februar 2015       | Iron Mountain              | Pine Mountain Ski Jump HS133     | VE     | Andreas Wank                  | Anže Semenič                  | Joachim Hauer                 | Anže Semenič                  |                               |
|                   | 22. februar 2015       | Iron Mountain              | Pine Mountain Ski Jump HS133     | VE     | premočan veter                | premočan veter                | premočan veter                | premočan veter                | premočan veter                |
| 20                | 28. februar 2015       | Titisee-Neustadt           | Hochfirstschanze HS142           | VE     | Kenneth Gangnes               | Jaka Hvala                    | Daniel-André Tande            | Anže Semenič                  |                               |
| 21                | 28. februar 2015       | Titisee-Neustadt           | Hochfirstschanze HS142           | LH     | Daniel-André Tande            | Andreas Wank                  | Pius Paschke                  | Anže Semenič                  |                               |
| 22                | 1. marec 2015          | Titisee-Neustadt           | Hochfirstschanze HS142           | VE     | Halvor Egner Granerud         | Stephan Leyhe                 | Andreas Wank Krzysztof Biegun | Anže Semenič                  |                               |
| 23                | 7. marec 2015          | Seefeld                    | Toni-Seelos-Olympiaschanze HS109 | SR     | Dawid Kubacki                 | Aleksander Zniszczoł          | Daniel-André Tande            | Anže Semenič                  |                               |
| 24                | 8. marec 2015          | Seefeld                    | Toni-Seelos-Olympiaschanze HS109 | SR     | Daniel-André Tande            | Kenneth Gangnes               | Dawid Kubacki                 | Anže Semenič                  |                               |
| 25                | 14. marec 2015         | Nizhny Tagil               | Tramplin Stork HS140             | VE     | Anže Semenič                  | Andrzej Stękała               | Daniel-André Tande            | Anže Semenič                  |                               |
| 26                | 15. marec 2015         | Nizhny Tagil               | Tramplin Stork HS140             | VE     | Anže Semenič                  | Stephan Leyhe                 | Tom Hilde                     | Anže Semenič                  |                               |

## Ženske

### Poletje
| Sezona | Datum              | Kraj      | Skakalnica     | Velik. | Zmagovalec    | Drugi             | Tretji        | Rumena majica | Ref.   |
| ------ | ------------------ | --------- | -------------- | ------ | ------------- | ----------------- | ------------- | ------------- | ------ |
| 1      | 27. september 2014 | Trondheim | Granåsen HS105 | SR     | Sara Takanaši | Sarah Hendrickson | Maren Lundby  | Sara Takanaši | [ 15 ] |
| 2      | 28. september 2014 | Trondheim | Granåsen HS105 | SR     | Sara Takanaši | Sarah Hendrickson | Coline Mattel | Sara Takanaši | [ 16 ] |

### Zima
| Sezona | Datum             | Kraj     | Skakalnica          | Velik. | Zmagovalec                 | Drugi                  | Tretji                     | Rumena majica              | Ref.           |
| ------ | ----------------- | -------- | ------------------- | ------ | -------------------------- | ---------------------- | -------------------------- | -------------------------- | -------------- |
| 1      | 12. december 2014 | Notodden | Tveitanbakken HS100 | SR     | Jacqueline Seifriedsberger | Daniela Iraschko-Stolz | Maren Lundby               | Jacqueline Seifriedsberger |                |
| 2      | 13. december 2014 | Notodden | Tveitanbakken HS100 | SR     | Daniela Iraschko-Stolz     | Eva Pinkelnig          | Jacqueline Seifriedsberger | Daniela Iraschko-Stolz     |                |
|        | 17. januar 2015   | Falun    | Lugnet HS100        | SR     | premočan veter             | premočan veter         | premočan veter             | premočan veter             | premočan veter |
| 3      | 18. januar 2015   | Falun    | Lugnet HS100        | SR     | Anette Sagen               | Taylor Henrich         | Susanna Forsström          | Anette Sagen               |                |
| 4      | 18. januar 2015   | Falun    | Lugnet HS 100       | SR     | Taylor Henrich             | Anette Sagen           | Zdena Pešatová             | Anette Sagen               |                |

## Skupno: moški
| Poz | Skakalec       | Točk |
| --- | -------------- | ---- |
| 1   | Cene Prevc     | 482  |
| 2   | Miran Zupančič | 343  |
| 3   | Jakub Wolny    | 214  |
| 4   | Peter Prevc    | 200  |
| 5   | Andraž Pograjc | 195  |

| Poz | Skakalec        | Točk |
| --- | --------------- | ---- |
| 1   | Anže Semenič    | 901  |
| 2   | Kenneth Gangnes | 638  |
| 3   | Miran Zupančič  | 607  |
| 4   | Andreas Wank    | 602  |
| 5   | Jaka Hvala      | 591  |

## Skupno: ženske
| Poz | Skakalec          | Točk |
| --- | ----------------- | ---- |
| 1   | Sara Takanaši     | 200  |
| 2   | Sarah Hendrickson | 160  |
| 3   | Coline Mattel     | 110  |
| 4   | Julia Clair       | 86   |
| 5   | Julia Kykkänen    | 74   |

| Poz | Skakalec                   | Točk |
| --- | -------------------------- | ---- |
| 1   | Anette Sagen               | 235  |
| 2   | Daniela Iraschko-Stolz     | 180  |
| 2   | Taylor Henrich             | 180  |
| 4   | Jacqueline Seifriedsberger | 160  |
| 5   | Eva Pinkelnig              | 125  |